# Topolovec (gmina Koper)
Topolovec – wieś w Słowenii, w gminie miejskiej Koper. 1 stycznia 2018 liczyła 63 mieszkańców.